# Eustace Fannin
Evelyn Eustace Fannin (* 28. Juni 1915 in Ixopo; † 25. November 1997 in Durban) war ein südafrikanischer Tennisspieler.

## Karriere
Eustace Fannin spielte ab 1937 bei internationalen Tennisturnieren, so auch bei den Internationalen französischen Meisterschaften, die später als French Open ausgetragen wurden, und in Wimbledon. In Wimbledon erreichte er dreimal die dritte Runde und damit auch seine besten Ergebnisse bei Grand-Slam-Turnieren. Bei den später als US Open ausgetragenen U. S. Championships nahm Fannin nur einmal im Jahr 1949 teil, wo er in der ersten Runde ausschied.
Seine größten Erfolge feierte Fannin im Doppel mit seinem Landsmann Eric Sturgess. Bei den Internationalen französischen Meisterschaften erreichten sie 1947 und 1949 das Finale, welches die beiden Südafrikaner 1947 gegen Tom Brown und Bill Sidwell gewannen; zwei Jahre später unterlagen sie den US-Amerikanern Pancho Gonzales und Frank Parker. Einen weiteren Doppeltitel holten Fannin und Sturgess 1949 im schwedischen Båstad.
Zwischen 1937 und 1947 trat Fannin für die südafrikanische Davis-Cup-Mannschaft an. Er gewann 9 von 16 Matches.
Nach 1949 trat Fannin bei keinem hochklassigen Tennisturnier an.

## Erfolge bei Grand-Slam-Turnieren

### Doppel

#### Turniersiege
| Nr. | Datum         | Turnier                                           | Belag | Partner       | Finalgegner            | Ergebnis           |
| --- | ------------- | ------------------------------------------------- | ----- | ------------- | ---------------------- | ------------------ |
| 1.  | 27. Juli 1947 | Internationale französische Tennismeisterschaften | Sand  | Eric Sturgess | Tom Brown Bill Sidwell | 6:4, 4:6, 6:4, 6:3 |

#### Finalteilnahmen
| Nr. | Datum        | Turnier                                           | Belag | Partner       | Finalgegner                  | Ergebnis           |
| --- | ------------ | ------------------------------------------------- | ----- | ------------- | ---------------------------- | ------------------ |
| 1.  | 30. Mai 1949 | Internationale französische Tennismeisterschaften | Sand  | Eric Sturgess | Pancho Gonzales Frank Parker | 3:6, 6:8, 7:5, 3:6 |